# Westerlo
Westerlo là một đô thị ở tỉnh Antwerp. Đô thị này gồm các thị trấn:
- Westerlo centrum (dân số 3.831)
- Oevel (dân số 3.454)
- Tongerlo (dân số 4.679)
- Heultje (dân số 3.973)
- Voortkapel (dân số 2.408)
- Oosterwijk (dân số 2.350)
- Zoerle-Parwijs (dân số 2.202)
Tại thời điểm ngày 1 tháng 1 năm 2006, Westerlo có dân số 22.896 người. Tổng diện tích là 55,13 km² với mật độ dân số là 415 người trên mỗi km².